# Makó
Makó je mesto na Madžarskem, ki upravno spada v podregijo Makói Županije Csongrád.